# Touzac (Lot)
Pour les articles homonymes, voir Touzac.
Touzac est une commune française, située dans le département du Lot en région Occitanie.
La commune possède un patrimoine naturel remarquable composé d'une zone naturelle d'intérêt écologique, faunistique et floristique.

## Géographie
Touzac est une commune du Quercy, située dans un méandre du Lot, entre Puy-l'Évêque et Fumel. Elle est l'une des dernières communes du département du Lot à l'aval de la rivière
Elle est également dans la Bouriane, une région naturelle sablonneuse et collinaire couverte de forêt avec comme essence principale des châtaigniers.
Touzac se trouve dans la zone d'emploi de Cahors et dans le bassin de vie de Fumel.

### Communes limitrophes
Les communes limitrophes sont  Duravel, Lacapelle-Cabanac, Mauroux, Soturac et Vire-sur-Lot.
|         |                   | Duravel      |
| Soturac | Touzac            | Vire-sur-Lot |
| Mauroux | Lacapelle-Cabanac |              |

### Géologie et relief
La superficie de la commune est de 489 hectares ; son altitude varie de 65  à   143 mètres

### Hydrographie
La commune est drainée par le Lot.

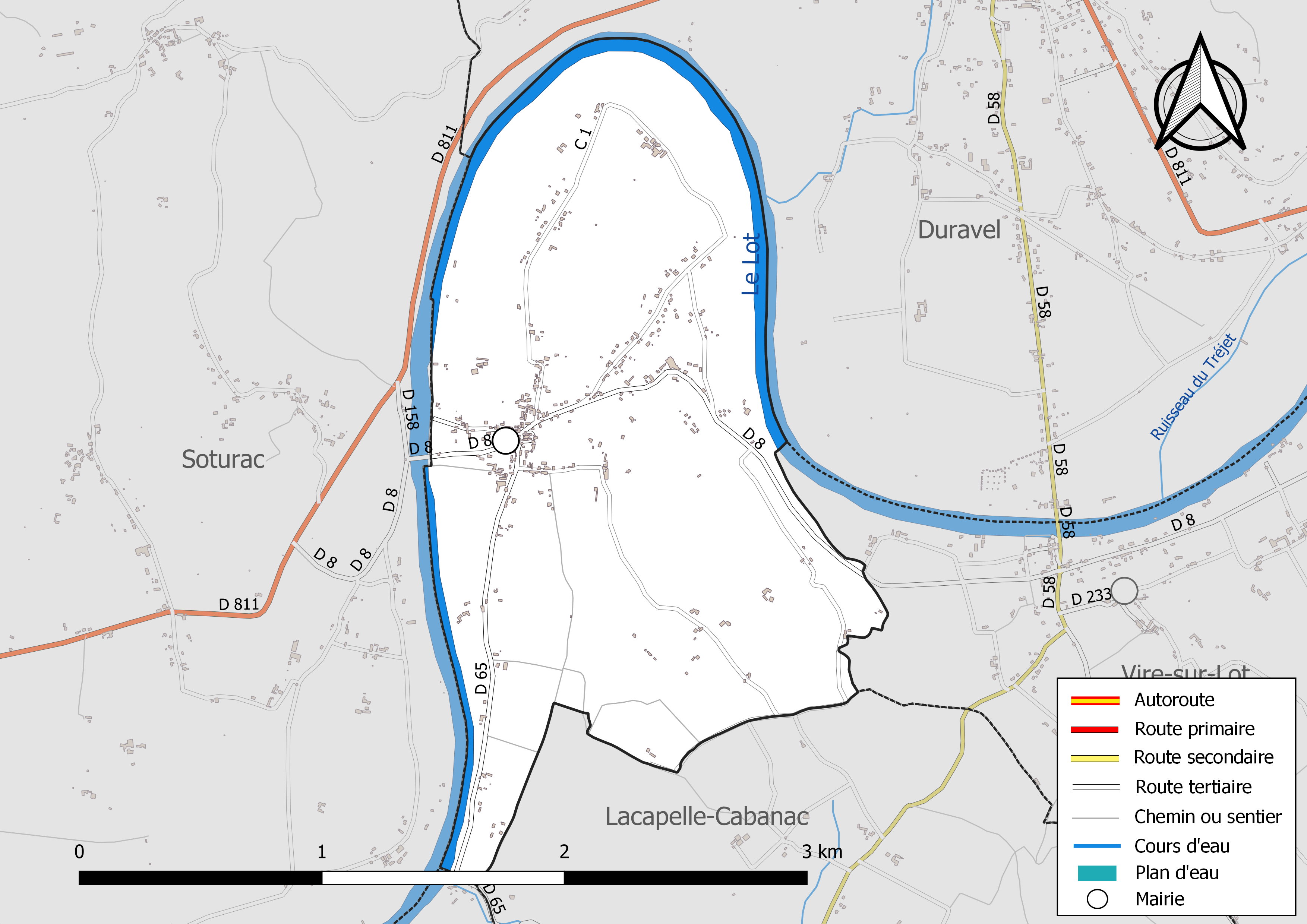
Carte hydrographiquie et des infrastructures de transport de la commune.

La Source bleue en est une exsurgence.
L'écluse de Touzac, restaurée en 2009, est l'avant dernière écluse fonctionnelle lotoise en aval du Lot

### Climat
Pour des articles plus généraux, voir Climat de l'Occitanie et Climat du Lot.
En 2010, le climat de la commune est de type climat océanique altéré, selon une étude s'appuyant sur une série de données couvrant la période 1971-2000. En 2020, Météo-France publie une typologie des climats de la France métropolitaine dans laquelle la commune est toujours exposée à un climat océanique altéré et est dans la région climatique Aquitaine, Gascogne, caractérisée par une pluviométrie abondante au printemps, modérée en automne, un faible ensoleillement au printemps, un été chaud (19,5 °C), des vents faibles, des brouillards fréquents en automne et en hiver et des orages fréquents en été (15 à 20 jours).
Pour la période 1971-2000, la température annuelle moyenne est de 12,6 °C, avec une amplitude thermique annuelle de 15,5 °C. Le cumul annuel moyen de précipitations est de 874 mm, avec 11,6 jours de précipitations en janvier et 6,7 jours en juillet. Pour la période 1991-2020, la température moyenne annuelle observée sur la station météorologique la plus proche, située sur la commune d'Anglars-Juillac à 11 km à vol d'oiseau, est de 13,5 °C et le cumul annuel moyen de précipitations est de 822,6 mm,. Pour l'avenir, les paramètres climatiques de la commune estimés pour 2050 selon différents scénarios d’émission de gaz à effet de serre sont consultables sur un site dédié publié par Météo-France en novembre 2022.

### Milieux naturels et biodiversité

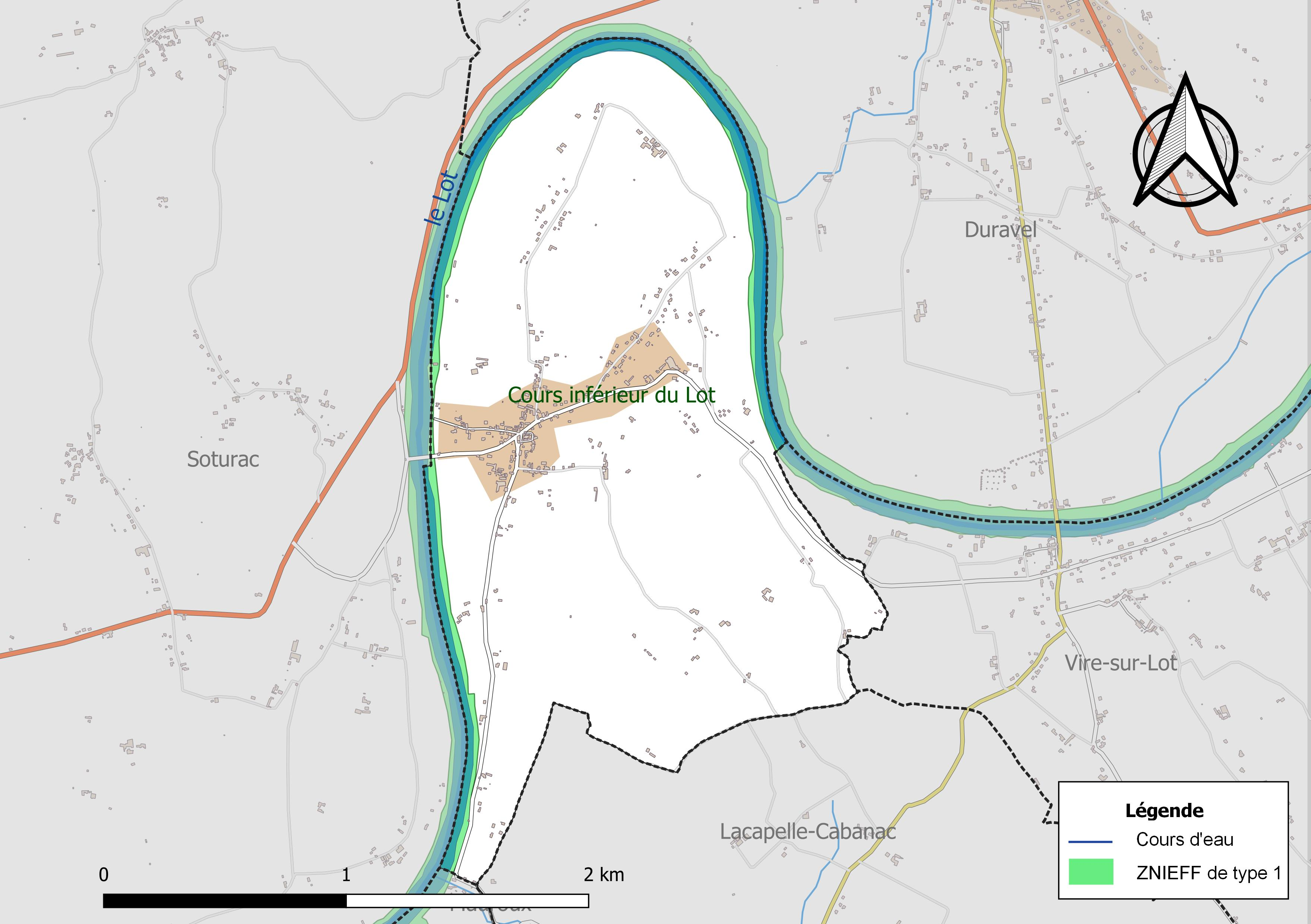
Carte de la ZNIEFF de type 1 localisée sur la commune.

L’inventaire des zones naturelles d'intérêt écologique, faunistique et floristique (ZNIEFF) a pour objectif de réaliser une couverture des zones les plus intéressantes sur le plan écologique, essentiellement dans la perspective d’améliorer la connaissance du patrimoine naturel national et de fournir aux différents décideurs un outil d’aide à la prise en compte de l’environnement dans l’aménagement du territoire.
Une ZNIEFF de type 1 est recensée sur la commune :
le « cours inférieur du Lot » (1 209 ha), couvrant 25 communes dont 23 dans le Lot et deux dans le Lot-et-Garonne.

## Urbanisme

### Typologie
Au 1er janvier 2024, Touzac est catégorisée commune rurale à habitat dispersé, selon la nouvelle grille communale de densité à sept niveaux définie par l'Insee en 2022.
Elle est située hors unité urbaine et hors attraction des villes,.

### Occupation des sols

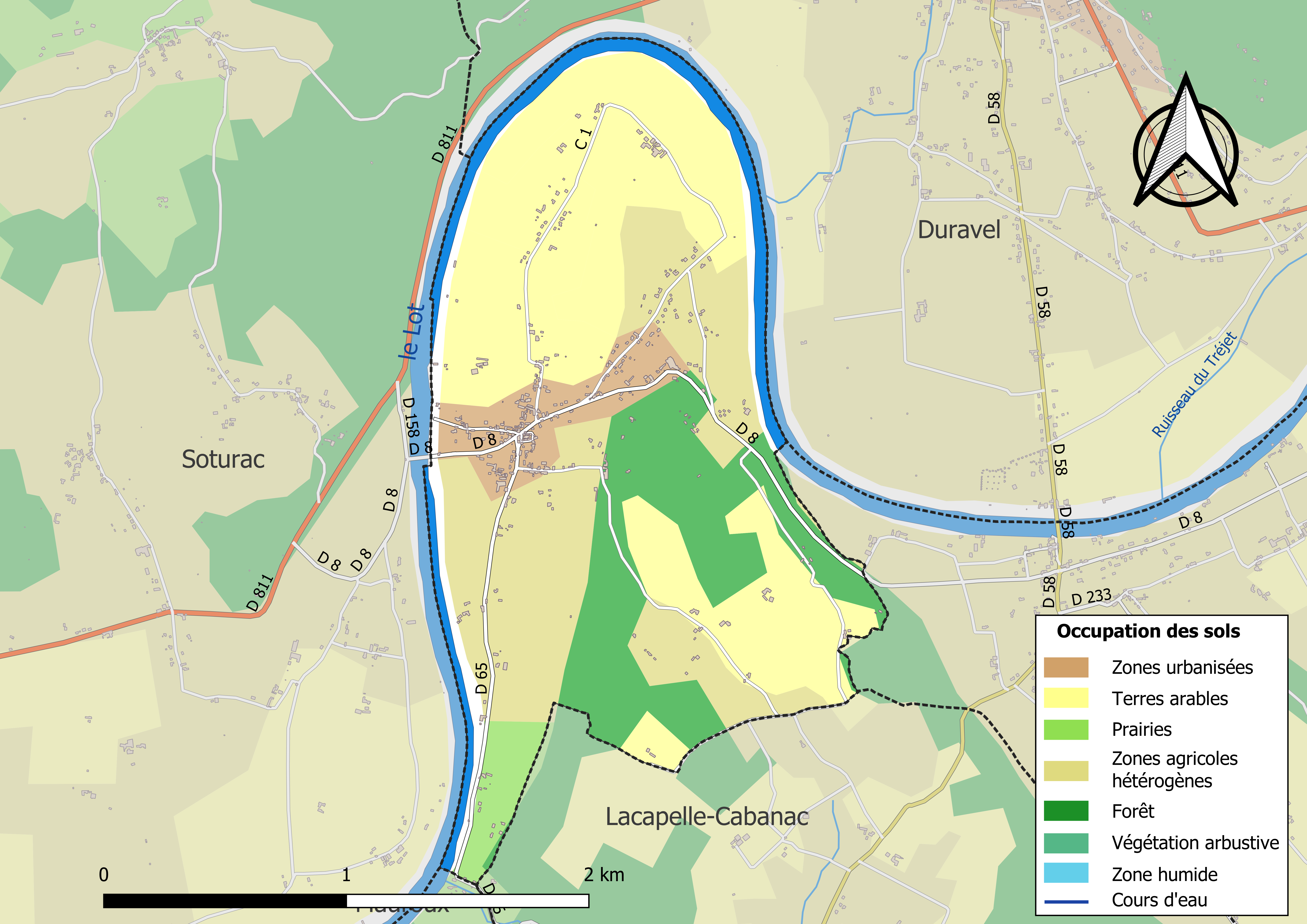
Carte des infrastructures et de l'occupation des sols de la commune en 2018 (CLC).

L'occupation des sols de la commune, telle qu'elle ressort de la base de données européenne d’occupation biophysique des sols Corine Land Cover (CLC), est marquée par l'importance des territoires agricoles (66,1 % en 2018), une proportion identique à celle de 1990 (66,1 %). La répartition détaillée en 2018 est la suivante : 
zones agricoles hétérogènes (25,6 %), cultures permanentes (21,1 %), forêts (17,9 %), terres arables (16,5 %), eaux continentales (9,2 %), zones urbanisées (6,8 %), prairies (2,9 %). L'évolution de l’occupation des sols de la commune et de ses infrastructures peut être observée sur les différentes représentations cartographiques du territoire : la carte de Cassini (XVIIIe siècle), la carte d'état-major (1820-1866) et les cartes ou photos aériennes de l'IGN pour la période actuelle (1950 à aujourd'hui).

### Habitat et logement
En 2020, le nombre total de logements dans la commune était de 232, alors qu'il était de 239 en 2015 et de 220 en 2010.
Parmi ces logements, 72,3 % étaient des résidences principales, 16,9 % des résidences secondaires et 10,8 % des logements vacants. Ces logements étaient pour 96,1 % d'entre eux des maisons individuelles et pour 3,9 % des appartements.
Le tableau ci-dessous présente la typologie des logements à Touzac en 2020 en comparaison avec celle du Lot et de la France entière. Une caractéristique marquante du parc de logements est ainsi une proportion de résidences secondaires et logements occasionnels (16,9 %) inférieure à celle du département (18,4 %) mais supérieure à celle de la France entière (9,7 %).
| Typologie                                               | Touzac | Lot  | France entière |
| ------------------------------------------------------- | ------ | ---- | -------------- |
| Résidences principales (en %)                           | 72,3   | 70,9 | 82,1           |
| Résidences secondaires et logements occasionnels (en %) | 16,9   | 18,4 | 9,7            |
| Logements vacants (en %)                                | 10,8   | 10,7 | 8,2            |

### Voies de communication et transports
Accès avec la RD 811 (ex RN 111) puis prendre la route départementale D 8.
Le 21 janvier 2022, un poids lourd de 40 tonnes a gravement endommagé le pont de Touzac sur la RD 8. Ce pont suspendu est limité à 16 tonne. Il; est fermé jusqu'à la fin de son chantier réparation, prévu pour septembre 2024, et les activités de plaisance sont toujours perturbées en 2023 dans le secteur.
L'ancienne ligne de Monsempron-Libos à Cahors a été fermée à partir de 1980. Plusieurs sections de cette ancienne voie ferrée ont été aménagées en voie verte.

### Énergie
Une micro-centrale électrique est installée à l'écluse de Touzac.

### Risques naturels et technologiques
Le territoire de la commune de Touzac est vulnérable à différents aléas naturels : météorologiques (tempête, orage, neige, grand froid, canicule ou sécheresse), inondations, feux de forêts, mouvements de terrains et séisme (sismicité très faible). Il est également exposé à un risque technologique, la rupture d'un barrage. Un site publié par le BRGM permet d'évaluer simplement et rapidement les risques d'un bien localisé soit par son adresse soit par le numéro de sa parcelle.

#### Risques naturels
Certaines parties du territoire communal sont susceptibles d’être affectées par le risque d’inondation par débordement de cours d'eau, notamment le Lot. La cartographie des zones inondables en ex-Midi-Pyrénées réalisée dans le cadre du XIe Contrat de plan État-région, visant à informer les citoyens et les décideurs sur le risque d’inondation, est accessible sur le site de la DREAL Occitanie. La commune a été reconnue en état de catastrophe naturelle au titre des dommages causés par les inondations et coulées de boue survenues en 1982, 1992, 1993, 1999, 2003 et 2021,.
Touzac est exposée au risque de feu de forêt. Un plan départemental de protection des forêts contre les incendies a été approuvé par arrêté préfectoral le 30 novembre 2015 pour la période 2015-2025. Les propriétaires doivent ainsi couper les broussailles, les arbustes et les branches basses sur une profondeur de 50 mètres, aux abords des constructions, chantiers, travaux et installations de toute nature, situées à moins de 200 mètres de terrains en nature
de bois, forêts, plantations, reboisements, landes ou friches. Le brûlage des déchets issus de l’entretien des parcs et jardins des ménages et des collectivités est interdit. L’écobuage est également interdit, ainsi que les feux de type méchouis et barbecues, à l’exception de ceux prévus dans des installations fixes (non situées sous couvert d'arbres) constituant une dépendance d'habitation.

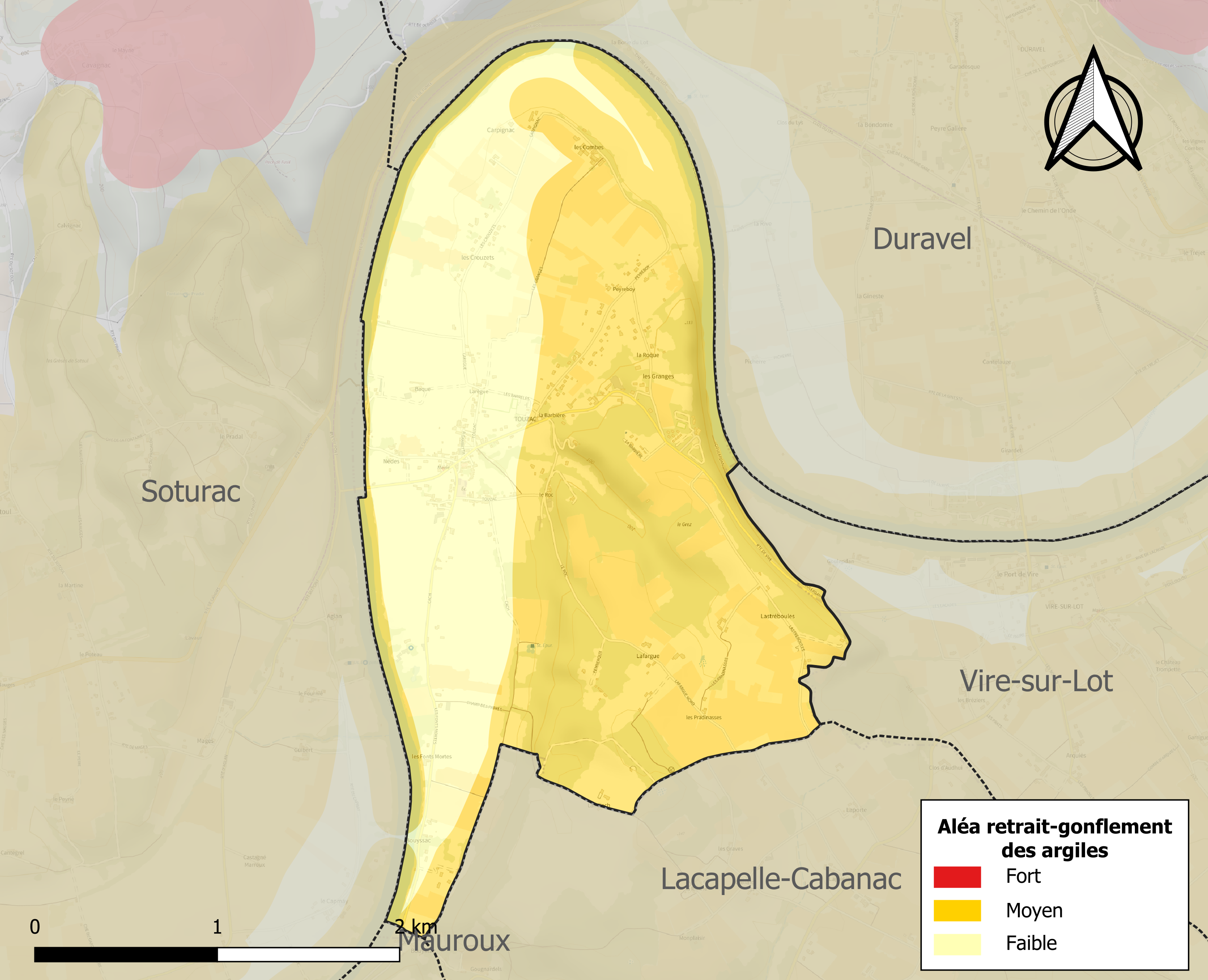
Carte des zones d'aléa retrait-gonflement des sols argileux de Touzac.

Les mouvements de terrains susceptibles de se produire sur la commune sont des affaissements et effondrements liés aux cavités souterraines (hors mines), des éboulements, chutes de pierres et de blocs et des tassements différentiels. Par ailleurs, afin de mieux appréhender le risque d’affaissement de terrain, l'inventaire national des cavités souterraines permet de localiser celles situées sur la commune.
Le retrait-gonflement des sols argileux est susceptible d'engendrer des dommages importants aux bâtiments en cas d’alternance de périodes de sécheresse et de pluie. 64,8 % de la superficie communale est en aléa moyen ou fort (67,7 % au niveau départemental et 48,5 % au niveau national). Sur les 220 bâtiments dénombrés sur la commune en 2019, 85 sont en aléa moyen ou fort, soit 39 %, à comparer aux 72 % au niveau départemental et 54 % au niveau national. Une cartographie de l'exposition du territoire national au retrait gonflement des sols argileux est disponible sur le site du BRGM,.
Par ailleurs, afin de mieux appréhender le risque d’affaissement de terrain, l'inventaire national des cavités souterraines permet de localiser celles situées sur la commune.
Concernant les mouvements de terrains, la commune a été reconnue en état de catastrophe naturelle au titre des dommages causés par des mouvements de terrain en 1999.

#### Risques technologiques
La commune est en outre située en aval des barrages de Grandval et de Sarrans, des ouvrages de classe A disposant d'une retenue de respectivement 270,6 millions et 296 millions de mètres cubes,. À ce titre elle est susceptible d’être touchée par l’onde de submersion consécutive à la rupture d'un de ces ouvrages.

## Toponymie
Le toponyme Touzac, d'origine gallo-romaine, est basé sur un anthroponyme Tautius ou Talitius. La terminaison -ac est issue du suffixe gaulois -acon (lui-même du celtique commun *-āko-), souvent latinisé en -acum dans les textes. C'est le domaine de Tautius.

## Histoire
La commune, instituée par la Révolution française, absorbe entre 1795 et 1800 celle de Vire-sur-Lot, qui ne retrouve son autonomie qu'en 1841.

## Politique et administration

### Rattachements administratifs et électoraux

#### Rattachements administratifs
La commune se trouve dans l'arrondissement de Cahors du département du Lot.
Elle faisait partie depuis 1801 du canton de Puy-l'Évêque. Dans le cadre du redécoupage cantonal de 2014 en France, cette circonscription administrative territoriale a disparu, et le canton n'est plus qu'une circonscription électorale.

#### Rattachements électoraux
Pour les élections départementales, la commune fait partie depuis 2014 d'un nouveau canton de Puy-l'Évêque porté de 16 à 27 communes.
Pour l'élection des députés, elle fait partie de la première circonscription du Lot.

### Intercommunalité
Touzac est membre de la communauté de communes de la Vallée du Lot et du Vignoble, un établissement public de coopération intercommunale (EPCI) à fiscalité propre créé en 1996 et auquel la commune a transféré un certain nombre de ses compétences, dans les conditions déterminées par le code général des collectivités territoriales.

### Administration municipale
Le nombre d'habitants étant compris entre 100 et 499, le nombre de membres du conseil municipal pour l'élection de 2014 est de onze

### Liste des maires
| Période                                  | Période                       | Identité           | Étiquette | Qualité                                                |
| ---------------------------------------- | ----------------------------- | ------------------ | --------- | ------------------------------------------------------ |
| Les données manquantes sont à compléter. |                               |                    |           |                                                        |
| juin 1995                                | février 2023,                 | Jean-Claude Calvet |           | Professeur retraité du lycée de Fumel Mort en fonction |
| avril 2023                               | En cours (au 13 février 2024) | Alain Bonis        |           | Agriculteur retraité *                                 |

## Équipements et services publics
Un  petit marché de producteurs se tient à Touzac les jeudis matin.

### Eau et déchets
La collecte et le traitement des déchets des ménages et des déchets assimilés ainsi que la protection et la mise en valeur de l'environnement se font dans le cadre du SYDED.

### Enseignement
Touzac fait partie de l'académie de Toulouse.
Les enfants de la commune sont scolarisés avec ceux de Duravel, Vire-sur-Lot et de Soturac. dans le cadre d'un regroupement pédagogique intercommunal (RPI).
Ils poursuivent leurs études au collège d'Olt à Puy-l'Évêque et au lycée général  Clément Marot de Cahors.

## Population et société
Les habitants sont appelés les Touzacois ou  Touzacoises.

### Démographie
L'évolution du nombre d'habitants est connue à travers les recensements de la population effectués dans la commune depuis 1793. Pour les communes de moins de 10 000 habitants, une enquête de recensement portant sur toute la population est réalisée tous les cinq ans, les populations de référence des années intermédiaires étant quant à elles estimées par interpolation ou extrapolation. Pour la commune, le premier recensement exhaustif entrant dans le cadre du nouveau dispositif a été réalisé en 2008.

En 2022, la commune comptait 361 habitants, en évolution de −3,73 % par rapport à 2016 (Lot : +1,31 %, France hors Mayotte : +2,11 %).
| 1793 | 1800 | 1806 | 1821  | 1831  | 1836 | 1841 | 1846 | 1851 |
| ---- | ---- | ---- | ----- | ----- | ---- | ---- | ---- | ---- |
| 461  | 830  | 829  | 1 025 | 1 028 | 972  | 457  | 446  | 459  |

| 1856 | 1861 | 1866 | 1872 | 1876 | 1881 | 1886 | 1891 | 1896 |
| ---- | ---- | ---- | ---- | ---- | ---- | ---- | ---- | ---- |
| 445  | 435  | 423  | 417  | 428  | 414  | 414  | 404  | 383  |

| 1901 | 1906 | 1911 | 1921 | 1926 | 1931 | 1936 | 1946 | 1954 |
| ---- | ---- | ---- | ---- | ---- | ---- | ---- | ---- | ---- |
| 353  | 334  | 338  | 279  | 274  | 293  | 274  | 290  | 270  |

| 1962 | 1968 | 1975 | 1982 | 1990 | 1999 | 2006 | 2008 | 2013 |
| ---- | ---- | ---- | ---- | ---- | ---- | ---- | ---- | ---- |
| 376  | 406  | 382  | 417  | 412  | 341  | 345  | 351  | 367  |

| 2018 | 2022 | - | - | - | - | - | - | - |
| ---- | ---- | - | - | - | - | - | - | - |
| 372  | 361  | - | - | - | - | - | - | - |

Touzac est une commune rurale qui a  connu son pic de population de 1 028 habitants en 1831.

### Sports et loisirs
Chasse, pétanque, randonnée pédestre, football (Touzac Malbec Football Club).

## Économie

### Revenus
En 2018, la commune compte 154 ménages fiscaux, regroupant 348 personnes. La médiane du revenu disponible par unité de consommation est de 18 010 € (20 740 € dans le département).

### Emploi
|                | 2008   | 2013   | 2018   |
| -------------- | ------ | ------ | ------ |
| Commune        | 12,2 % | 10,1 % | 12,1 % |
| Département    | 7,3 %  | 8,9 %  | 9,6 %  |
| France entière | 8,3 %  | 10 %   | 10 %   |

En 2018, la population âgée de 15 à 64 ans s'élève à 190 personnes, parmi lesquelles on compte 65,3 % d'actifs (53,2 % ayant un emploi et 12,1 % de chômeurs) et 34,7 % d'inactifs,. Depuis 2008, le taux de chômage communal (au sens du recensement) des 15-64 ans est supérieur à celui de la France et du département.
La commune est hors attraction des villes,. Elle compte 38 emplois en 2018, contre 35 en 2013 et 29 en 2008. Le nombre d'actifs ayant un emploi résidant dans la commune est de 105, soit un indicateur de concentration d'emploi de 36,2 % et un taux d'activité parmi les 15 ans ou plus de 41,2 %.
Sur ces 105 actifs de 15 ans ou plus ayant un emploi, 32 travaillent dans la commune, soit 31 % des habitants. Pour se rendre au travail, 86,7 % des habitants utilisent un véhicule personnel ou de fonction à quatre roues, 7,7 % s'y rendent en deux-roues, à vélo ou à pied et 5,7 % n'ont pas besoin de transport (travail au domicile).

### Activités hors agriculture
19 établissements sont implantés  à Touzac au 31 décembre 2019.
Le secteur du commerce de gros et de détail, des transports, de l'hébergement et de la restauration est prépondérant sur la commune puisqu'il représente 31,6 % du nombre total d'établissements de la commune (6 sur les 19 entreprises implantées  à Touzac), contre 29,9 % au niveau départemental.

### Agriculture
|               | 1988 | 2000 | 2010 | 2020 |
| ------------- | ---- | ---- | ---- | ---- |
| Exploitations | 20   | 14   | 10   | 4    |
| SAU (ha)      | 205  | 189  | 156  | 754  |

La commune est dans la vallée du Lot », une petite région agricole s'étendant d'est en ouest et de part et d'autre du cours du Lot, particulièrement réputée pour ses vignes, celles du vignoble de Cahors plus précisément. En 2020, l'orientation technico-économique de l'agriculture  sur la commune est la viticulture. Quatre exploitations agricoles ayant leur siège dans la commune sont dénombrées lors du recensement agricole de 2020 (20 en 1988). La superficie agricole utilisée est de 754 ha,,.

## Culture locale et patrimoine

### Lieux et monuments
- Église Sainte-Madeleine[43].
- La Source bleue.

### Personnalités liées à la commune

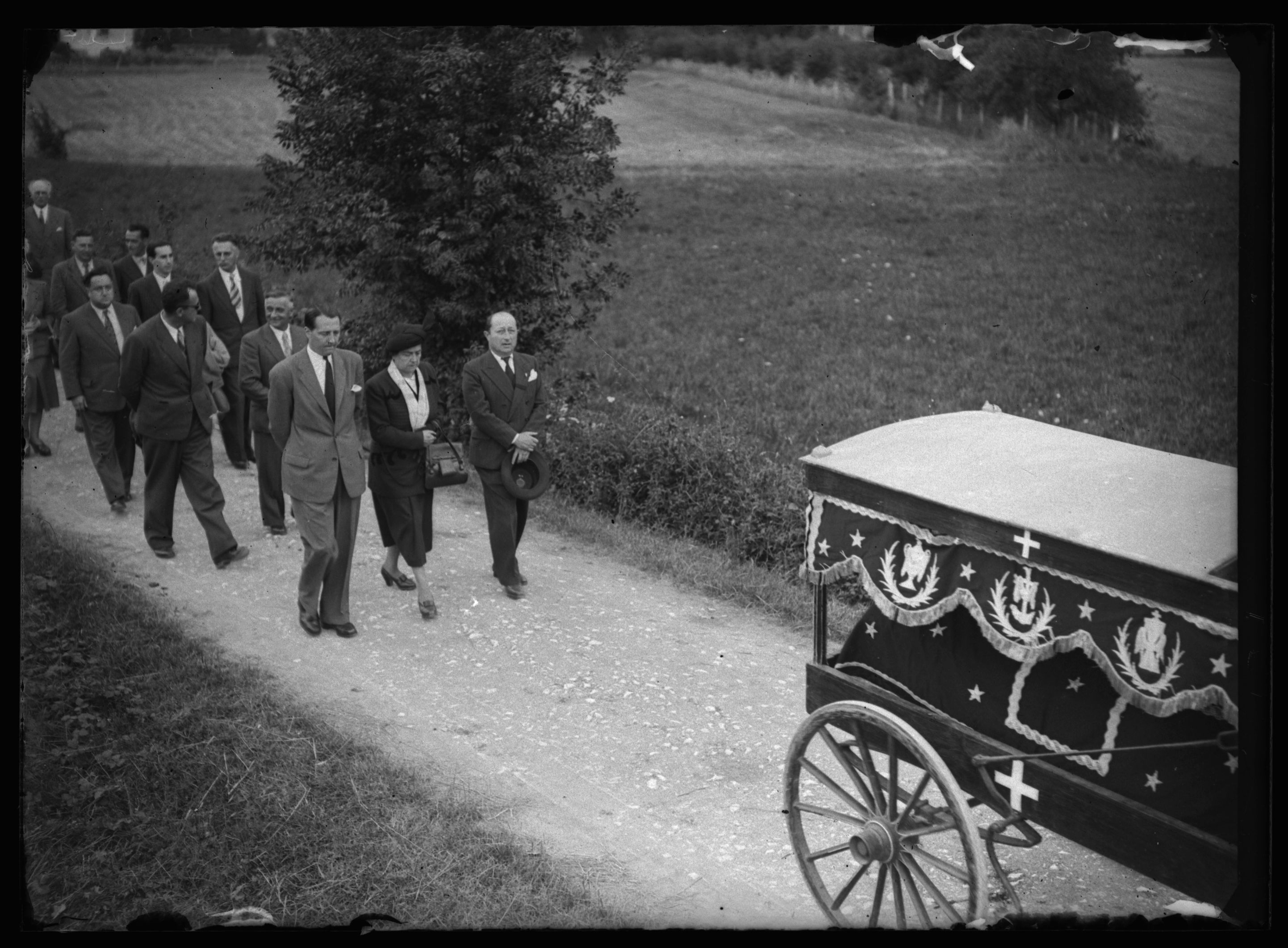
Obsèques de Marguerite Moreno. Photographie d'André Cros, Archives de Toulouse.

- Marguerite Moreno (1871-1948), actrice française, y est morte. Une place de la commune porte son nom[44]
- Pierre Moreno (1899-1965), son cousin, acteur français, y est né et y est mort.

## Pour approfondir